# Вища школа електрики
Вища школа електрики, відома як Supélec, є однією з найбільш пристижних вищих шкіл у Франції і одним з найкращих навчальних закладів у сфері електроенергетичних та інформаційних наук. 
Школа є членом мережі Найкращих Індустріальних Менеджерів Європи (TIME).
У 2015 році школа об’єдналася з École Centrale Paris, щоб створити CentraleSupélec.